# Stazione di Piscille
La stazione di Piscille è una stazione ferroviaria nel comune di Perugia sita sulla ferrovia Centrale Umbra. È una delle due fermate comprese tra la stazione di Perugia Ponte San Giovanni e la centrale Sant'Anna, ed atta a servire il quartiere di Piscille e principalmente 2 istituti di scuola superiore
La gestione degli impianti è affidata a Rete Ferroviaria Italiana.

## Storia
La stazione originaria, inaugurata il 19 febbraio 1920, tra il febbraio 2017 e il 12 settembre 2022 la stazione è stata chiusa per lavori di ammodernamento, elettrificazione e raddoppio della tratta.

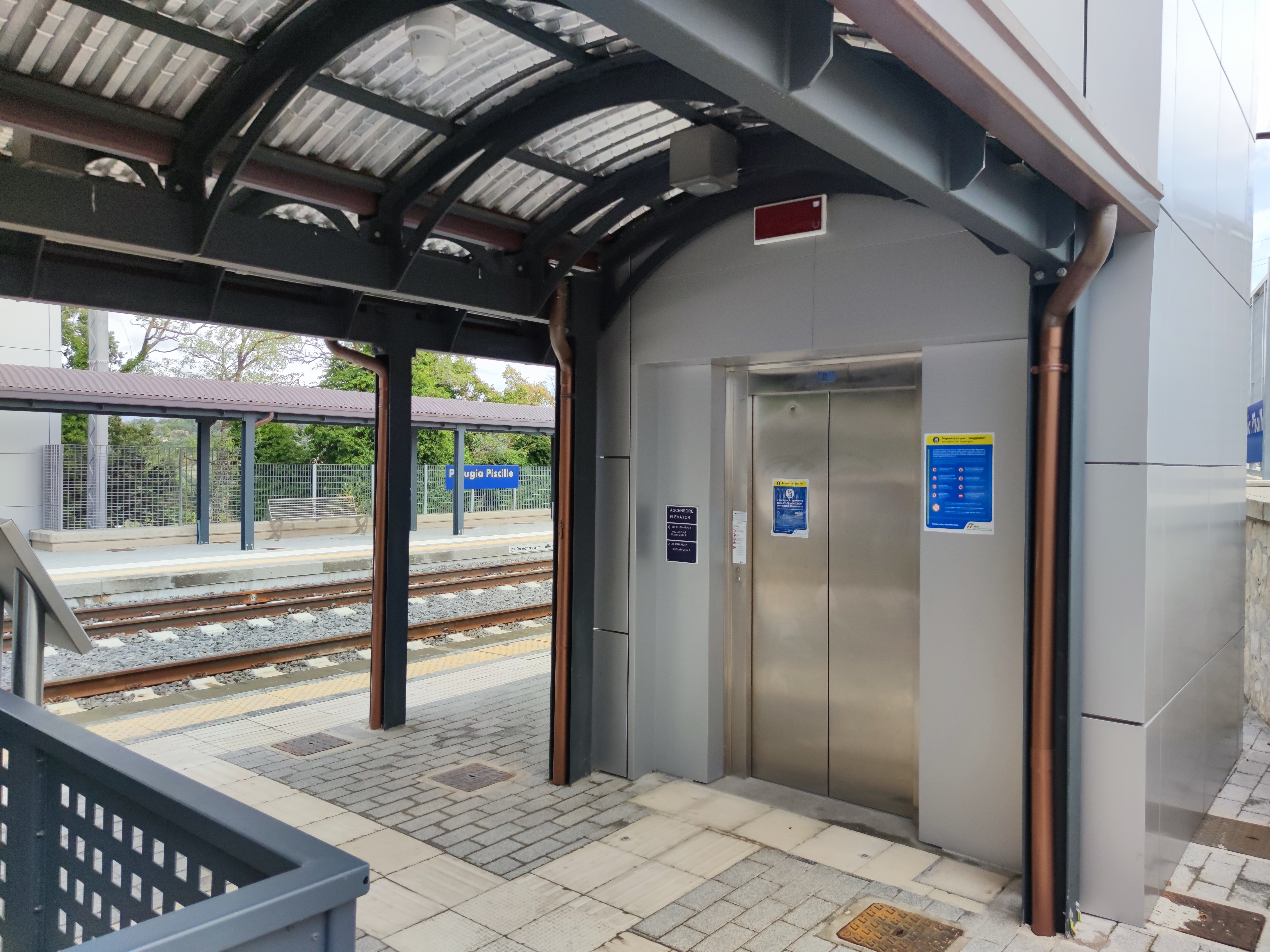
Ascensore

Nel 2022, a seguito dei lavori di ristrutturazione della linea, la stazione è stata riaperta al pubblico. La nuova stazione, è stata dotata di nuovo piano del ferro per l’allungamento della capacità ricettiva dei binari a 100 m, un nuovo sottopasso di stazione dotato di ascensori, nuovi marciapiedi dotati di pensiline e percorsi tattili per ipovedenti e il ripristino impianto ACEI per la gestione della circolazione ferroviaria.

## Servizi
- Stazione accessibile ai disabili.
- Servizi igienici
- Parcheggio

## Interscambi
- Fermata autobus